# Rombach-le-Franc
Rombach-le-Franc é uma comuna francesa na região administrativa de Grande Leste, no departamento Alto Reno. Estende-se por uma área de 17,77 km². Em 2010 a comuna tinha 795 habitantes (densidade: 44,7 hab./km²).